# Fakt

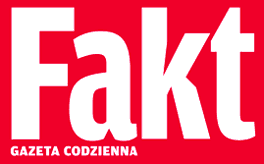
Logo Fakt

Fakt (tiếng Ba Lan có nghĩa là"thực tế") là một tờ báo hàng ngày kiểu lá cải Ba Lan và là một trong những tờ báo bán chạy nhất ở nước này.

## Lịch sử và hồ sơ
Fakt được ra mắt vào tháng 10 năm 2003 bởi công ty xuất bản Ba Lan của công ty xuất bản Đức Axel Springer AG, Axel Springer Polska, và được mô phỏng theo tờ báo lá cải Đức của Springer Bild, tờ báo bán chạy nhất ở châu Âu. Giống như đối tác Bild của Đức, Fakt được đặc trưng bởi sự hạ đẳng của nó, thường là báo chí theo chủ nghĩa giật gân với một sự hấp dẫn dân túy. Tuy nhiên, về mặt chính trị, nó là trung tâm lớn. Sau đó, bài báo ủng hộ các chính sách của cựu thủ tướng Kazimierz Marcinkiewicz; Marcinkiewicz cũng thường xuyên đóng góp ý kiến chào mời. Những người đóng góp thường xuyên khác của các tác phẩm op-ed bao gồm Tomasz Lis, một nhà báo truyền hình nổi tiếng với tham vọng chính trị, TVN neoorman Kamil Durczok, và cựu chuyên gia Rzeczpospono Maciej Rybiński.
Không thông thường đối với một tờ báo lá cải và trái ngược với nội dung thông thường của nó, Fakt có một bổ sung hàng tuần mang tên Europa bao gồm các bài tiểu luận cao cấp (không phải bản gốc) của các học giả và trí thức công cộng, trong năm 2006 đã bao gồm Niall Ferguson, Francis Fukuyama, Jürgen Habermas và Robert Kagan.
Trụ sở của Fakt ở Warsaw  và bài báo được xuất bản ở định dạng lá cải.
Số lượng phát hành của Fakt là 715.000 bản vào năm 2003, khiến nó trở thành tờ báo bán chạy nhất trong cả nước. Lưu hành của nó là 373.700 bản tại Đức.

## Phản hồi từ đối thủ
Trong một thời gian ngắn, Fakt đã thay thế thị trường thượng lưu của Gazeta Wyborcza thành thị trường trung lưu và trở thành tờ báo bán chạy nhất của Ba Lan, cũng gây áp lực lên Super Express, cho đến lúc đó là tờ báo lá cải quốc gia duy nhất. Nhà xuất bản Agora SA của Gazeta Wyborcza đã phản ứng với việc ra mắt (thất bại) một loại báo thị trường trung gian khác biệt Nowy Dzień để cạnh tranh trực tiếp với Fakt.
Khi Fakt được ra mắt với mức giá 1 złoty của Ba Lan, nhà xuất bản MediaExpress của Super Express đã cáo buộc Springer bán phá giá hàng ngày với giá thấp hơn chi phí sản xuất. Mất vụ kiện chống lại Springer, MediaExpress đã giảm giá Super Express xuống mức của Fakt.

## Chỉ trích
Giống như Bild và các sản phẩm báo chí lá cải khác, Fakt đã phải chịu những lời chỉ trích liên quan đến phong cách báo chí của mình từ các cơ quan giám sát truyền thông. Hai lần cho đến nay, Hiệp hội các nhà báo Ba Lan đã trao cho Fakt giải thưởng"Hyena của năm"vì"sự vô đạo đức và bỏ bê các nguyên tắc của đạo đức làm việc báo chí": Năm 2004, Fakt đã xuất bản một bức ảnh cho thấy xác chết khỏa thân của một nạn nhân giết người; vào năm 2005, nó đã công bố bức ảnh của một người vô tội với chú thích"Kẻ phạm tội tình dục này là lớn".